# Rhabdura
Sous-ordre
Super-familles de rang inférieur
- Campodeoidea
- Projapygoidea

Les Rhabdura sont un sous-ordre de diploures.

## Description morphologique
Les Rhabdura se caractérisent par une mandibule dotée d'un prolongement, de nombreux poils très fins sur un style abdominal lisse, et de cerques plusieurs fois segmentés.

## Classification
Le sous-ordre des Rhabdura été décrit par l'entomologiste américain Orator Fuller Cook en 1896. Il se divise en deux super-familles et cinq familles.

### Liste des familles et super-familles
- super-famille Projapygoidea
  - Anajapygidae Bagnall, 1918
  - Octostigmatidae Rusek, 1982
  - Projapygidae Cook, 1899
- super-famille Campodeoidea
  - Campodeidae Meinert, 1865
  - Procampodeidae Silvestri, 1948